# Gro Steinsland
Gro Steinsland (* 1945) ist eine norwegische Religionswissenschaftlerin und Religionshistorikerin und skandinavistische Mediävistin.  Sie ist Professorin am Institut für Linguistik und Nordistik an der Universität Oslo. 
Forschungs- und Lehrschwerpunkt Steinslands ist die vorchristliche, pagane Nordgermanische Religion sowie die Eddaforschung.

## Schriften
Monographien
- Det Hellige bryllup og norrøn kongeideologi. En analyse av hierogami-myten i Skírnismál, Ynglingatal, Háleygjatal og Hyndluljóð. Solum, Oslo 1991, ISBN 82-560-0764-8 (Zugleich: Oslo, Universität, Dissertation, 1989).
- mit Preben Meulengracht Sørensen: Menneske og makter i Vikingenes verden. Oslo Universitetsforlaget, Oslo 1994, ISBN 82-00-21316-1.
- Eros og død i norrøne myter. Oslo Universitetsforlaget, Oslo 1997, ISBN 82-00-22938-6.
- mit Preben Meulengracht Sørensen: Voluspå. Pax Forlag, Oslo 1999, ISBN 82-530-2136-4.
- Den Hellige kongen. Om religion og herskermakt fra vikingtid til middelalder. Pax Forlag, Oslo 2000, ISBN 82-530-2227-1.
- Norrøn religion. Myter, Riter, Samfunn. Pax Forlag, Oslo 2005, ISBN 82-530-2607-2.
- Mytene som skapte Norge. Myter og makt fra vikingtid til middelalder. Pax Forlag, Oslo 2012, ISBN 978-82-530-3477-5.